# باروی بابلیون

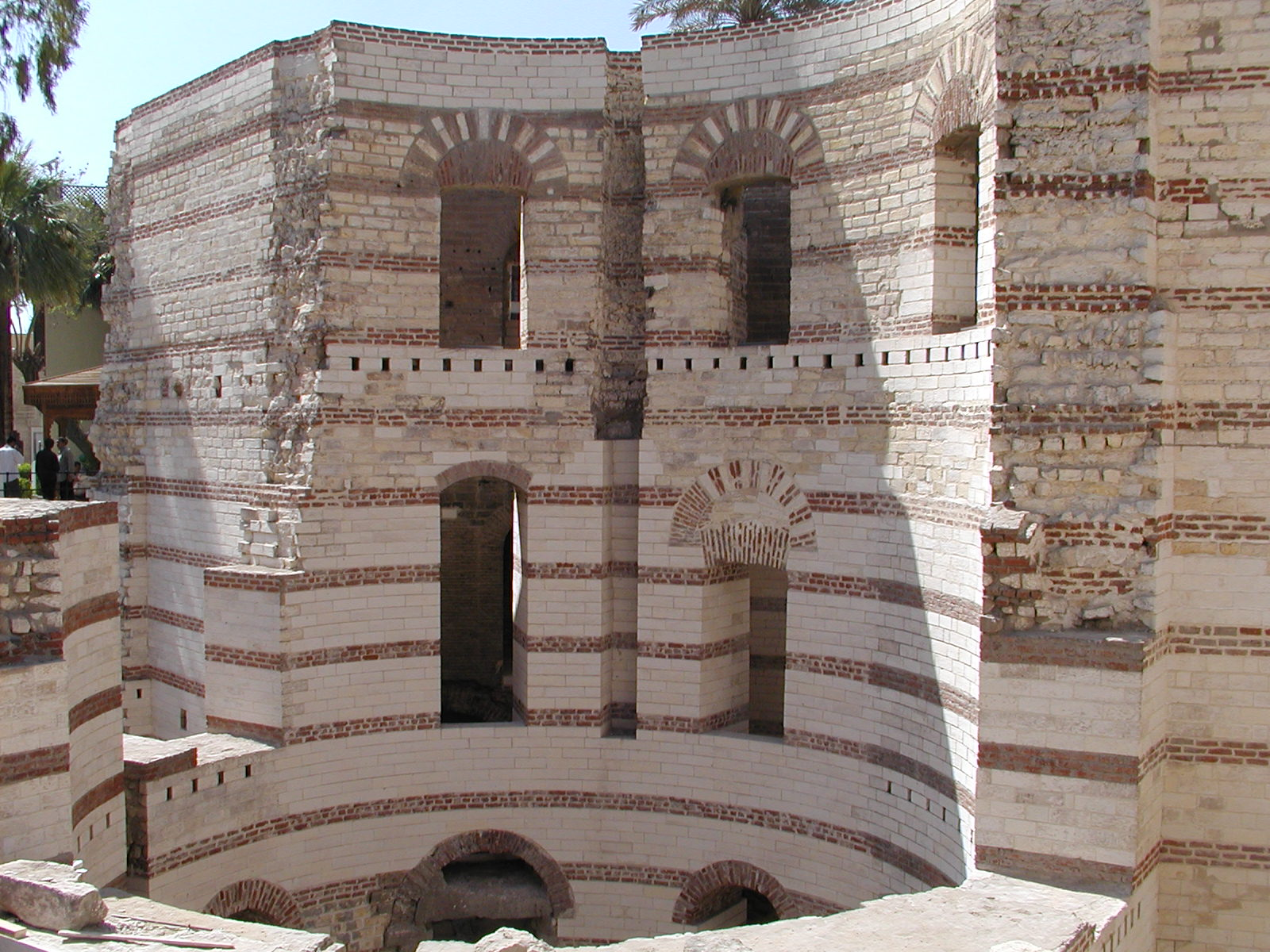
قلعه بابلیون.

بارو بابلیون (به انگلیسی: Babylon Fortress)، این بارو هم‌اکنون در قاهره پایتخت مصر نزدیک به ایستگاه مترو جرجیس واقع شده است که امپراتور تراژان، در قرن دوم میلادی دستور به ساختش داد. در قرن چهارم میلادی که رومیان مصر را اشغال کرده بودند، امپراتور روم آرکادیوس فرمان به بازسازی آن داد.
در جمادی‌الاولی سال ۱۹ هـ برابر با می ۶۴۰م مسلمانان با رهبر عمروعاص این قلعه را محاصره کردند و پس از شش یا هفت ماه در تاریخ ژوئیه ۶۴۰م آن را تصرف کردند.

## مصادر
1. ↑  مشارکت‌کنندگان ویکی‌پدیا. «Babylon Fortress». در دانشنامهٔ ویکی‌پدیای انگلیسی.
2. ↑  http://www.coptichistory.org/new_page_1683.htm
3. ↑  مصر در دوره حکومت مسلمانان بایگانی‌شده  در ۲۱ فوریه ۲۰۱۵ توسط Wayback Machine، خبرگزاری تقرب. تاریخ بازبینی ۲۱ فوریهٔ ۲۰۱۵.